# Giovanni Battista Baldetti
Pour les articles homonymes, voir Baldetti.
 (décembre 2018).
Le comte Giovanni Battista Baldetti, né à Crotone (Calabre) en 1766 et mort à Sienne (grand-duché de Toscane) en 1831, est un homme politique et militaire italien, qui sert en Italie et dans l'armée du royaume de France à la fin du XVIIIe siècle. Il est également éditeur et auteur de plusieurs œuvres de littérature italienne.

## Biographie
En 1789, il devient officier d'infanterie, puis de cavalerie. Il s'installe en France en 1791 et est enrôlé dans l'armée des princes en 1792. Entre 1793 et 1974, il est enrôlé dans l'Armée prussienne et l'armée austro-hongroise.
En 1798, le grand-duc de Toscane Ferdinand III le charge de diriger un commandement militaire en direction de la Romagne.
En 1800, il prend congé de l'armée pour se consacrer à l'étude des lettres. En 1815, il devient président de l'Accademia della Crusca. En 1817, il est envoyé à Dresde pour s'occuper du mariage du fils de Ferdinand III et de la fille de Maximilien de Saxe, Marie Anne Caroline.
Il meurt à Sienne en 1831 au cours son mandat de gouverneur de la ville.